# Tucanje
Tucanje (en serbe cyrillique : Туцање) est un village du nord-est du Monténégro, dans la municipalité de Berane.

## Démographie

### Évolution historique de la population
| 1948 | 1953 | 1961 | 1971 | 1981 | 1991 | 2003 |
| ---- | ---- | ---- | ---- | ---- | ---- | ---- |
| 569  | 633  | 627  | 709  | 684  | 650  | 378  |